# 林納湖

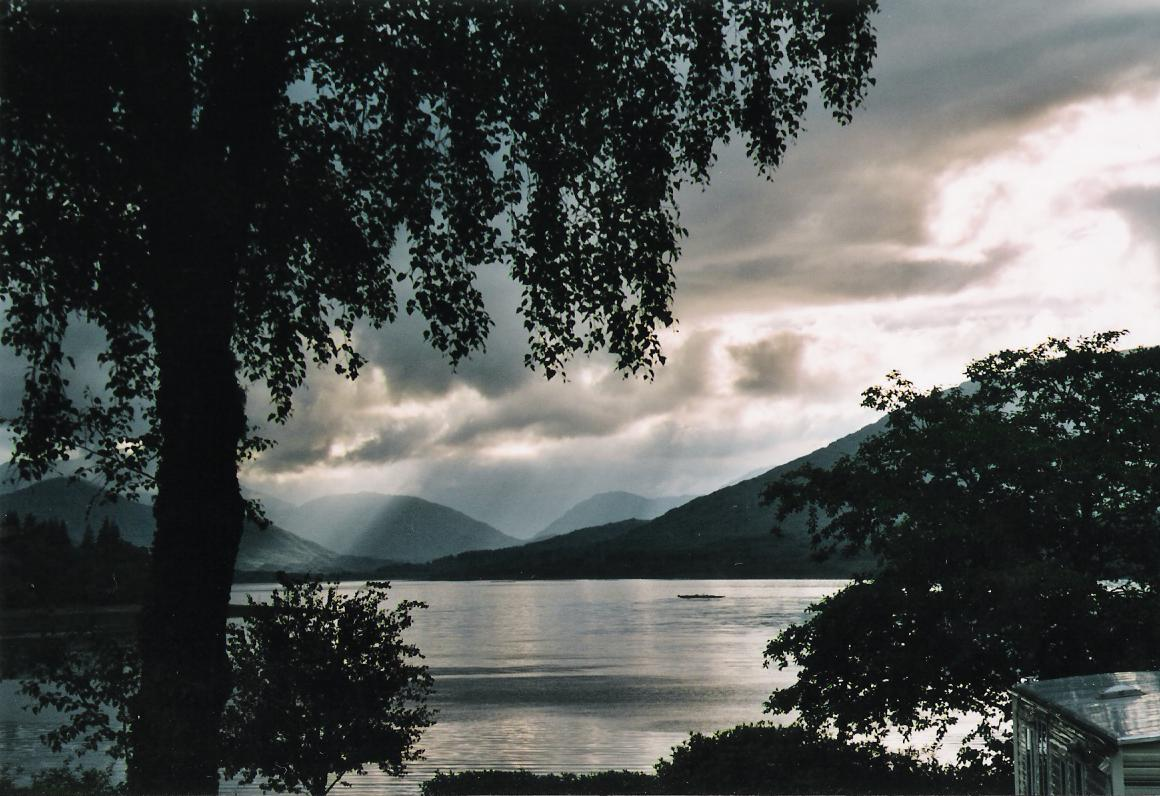
林納湖

林納湖（Loch Linnhe）是位於蘇格蘭西海岸的一處水域，雖名為湖泊但實際上和大海連通。林納湖是大峽谷的一部分，也是大峽谷內的湖泊中唯一一個實質為海洋一部分的湖泊，全長約50（31英里），在西南側直通洛恩灣。湖畔的主要城鎮有威廉堡。
56°42′05″N 5°15′43″W / 56.70139°N 5.26194°W